# Aparatul Fizeau–Foucault
Aparatul Fizeau–Foucault este o denumire folosită uneori cu referire la două tipuri de instrumente folosite în trecut pentru a măsura viteza luminii. Cele două tipuri de instrumente apar sub o denumire comună în parte deoarece Hippolyte Fizeau și Léon Foucault fuseseră inițial prieteni și colaboratori. Au lucrat împreună la unele proiecte, cum ar fi utilizarea dagherotipării pentru a realiza imagini ale Soarelui între 1843 și 1845, sau caracterizarea benzilor de absorbție din spectrul infraroșu al luminii Soarelui în 1847.
În 1834, Charles Wheatstone a dezvoltat o metodă ce folosea o oglindă rapid rotitoare pentru a studia fenomene tranzitorii, și a aplicat această metodă pentru a măsura viteza electricității într-un conductor și durata unei scântei electrice. El i-a comunicat lui François Arago ideea că metoda sa ar putea fi adaptată pentru studiul vitezei luminii. Arago a extins conceptul lui Wheatstone într-o publicație din 1838, subliniind posibilitatea folosirii un test al vitezei relative a luminii în aer prin comparație cu viteza în apă pentru a distinge între teoriile privind natura luminii, de undă sau particulă.
În 1845, Arago le-a sugerat lui Fizeau și lui Foucault să încerce să măsoare viteza luminii. Cândva în 1849 însă, se pare că cei doi s-au certat, și s-au despărțit urmărind fiecare modalitatea lui de a realiza acest experiment. În 1848-49, Fizeau a folosit un aparat, nu cu oglindă rotativă, ci cu o roată dințată pentru a efectua o măsurare absolută a vitezei luminii în aer. În 1850, Fizeau și Foucault au folosit amândoi dispozitive cu oglindă rotativă pentru a efectua măsurători relative ale vitezei luminii în aer față de apă. Foucault a folosit o versiune mai mare a aparatului cu oglindă rotativă pentru a efectua o măsurătoare absolută a vitezei luminii în 1862. Experimentele ulterioare efectuate de către Marie Alfred Cornu⁠(d) în 1872-76 și de Albert A. Michelson în 1877-1931 au folosit versiuni îmbunătățite ale experimentelor cu roți dințate și cu oglindă rotativă pentru a face estimări din ce în ce mai exacte ale vitezei luminii.

## Determinare vitezei luminii de către Fizeau

Figura 1: Schema aparatului Fizeau. Lumina trece la ieșire pe o parte a unui dinte pe cale de ieșire, și la întoarcere de cealaltă parte, presupunând că roata se deplasează cu un dinte pe parcursul tranzitului luminii.

În 1848-49, Hippolyte Fizeau a determinat viteza luminii între o sursă de lumină intensă și o oglindă aflată la aproximativ 8 km distanță. Sursa de lumină era întreruptă de dinții unei roți dințate cu 720 de dinți și care putea fi rotită cu o viteză variabilă, ajungând până la sute de rotații pe secundă. (Figura 1) Fizeau a ajustat viteza de rotație a roții dințate, până când lumina care trecea printr-un spațiu dintre dinți era, la întoarcerea după reflecția din oglindă, complet eclipsată de dintele adiacent. Rotind mecanismul la viteze de 3, 5 și 7 ori mai mari ca această viteză de bază a dus tot la eclipsarea completă a luminii reflectate de următorii dinți ai roții dințate. Date fiind viteza de rotație a roții și distanța dintre roată și oglindă, Fizeau a reușit să calculeze o valoare de 313.000 km/s pentru viteza luminii. A fost dificil pentru Fizeau să estimeze vizual minimul intensități luminii reflectate atunci când este blocată de dinții adiacenți, de aceea valoarea vitezei luminii estimată de el era cu aproximativ 5% prea mare.
Prima jumătate a secolului al XIX-lea a fost o perioadă de intense dezbateri pe tema naturii luminii, de undă sau particulă. Deși observarea petei lui Poisson în 1819 părea să fi rezolvat problema definitiv în favoarea teoriei oscilatorii a luminii a lui Fresnel, au continuat să apară diverse probleme au continuat să fie mai satisfăcător explicate de către teoria corpusculară a lui Newton. Arago sugerase în 1838 că o comparație diferențială între viteza luminii în aer față de apă ar servi la a dovedi sau infirma natura oscilatorie a luminii. În 1850, aflat în competiție cu Foucault pentru a realiza această demonstrație, Fizeau l-a contactat pe L. F. C. Breguet⁠(d) pentru a construi un aparat cu oglindă rotitoare în care el diviza o rază de lumină în două, trecând una dintre ele prin apă în timp ce cealaltă se deplasa prin prin aer. Întrecut de Foucault cu doar șapte săptămâni,:117–132 el a confirmat faptul că viteza luminii era mai mare prin aer, validând teoria oscilatorie a luminii.

## Determinarea vitezei luminii de către Foucault

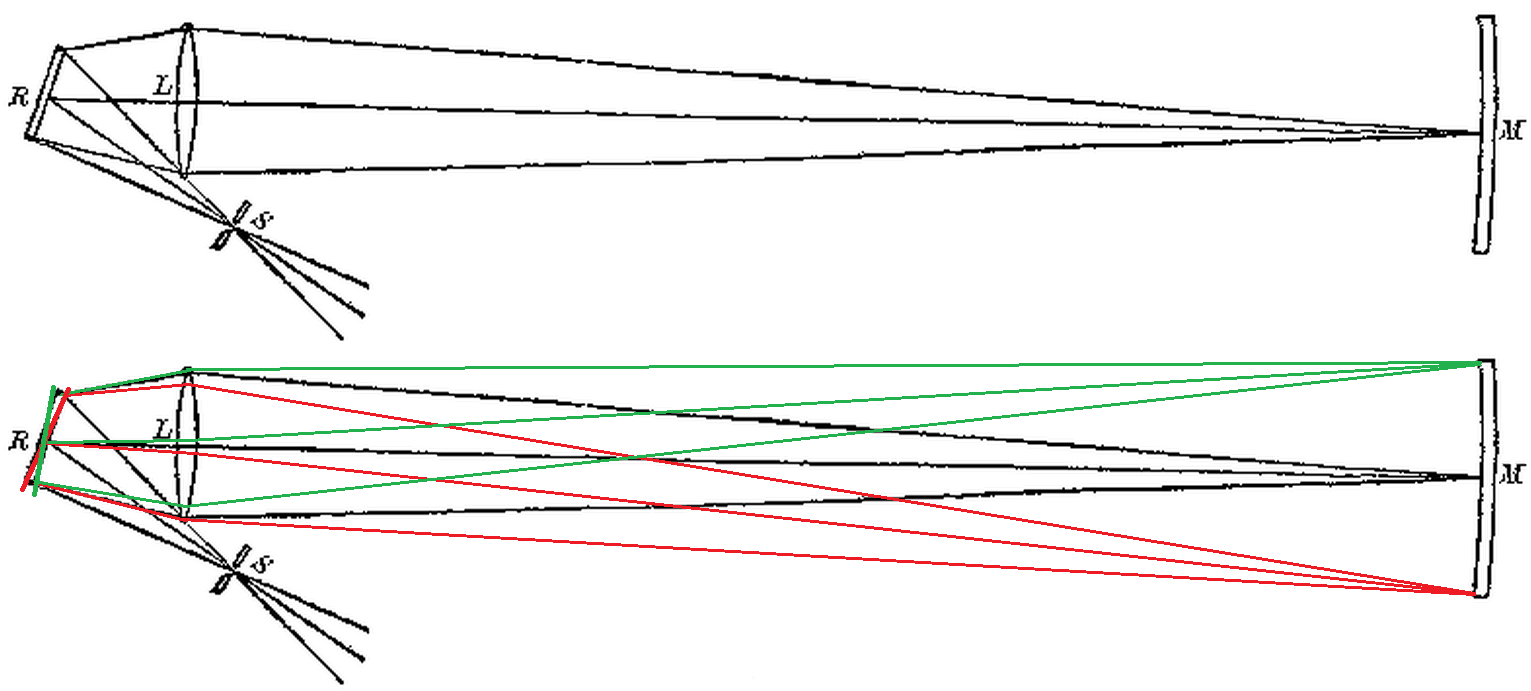
Figura 2: În experimentul lui Foucault, lentila L formează o imagine a fantei E pe oglindă sferică M. Dacă oglindă R este în staționare, imaginea reflectată a fantei se formează la poziția inițială a acesteia, indiferent de cum este înclinată R, așa cum se arată în figura adnotată de mai jos. Dacă însă R se rotește rapid, întârzierea cauzată de valoarea finită a vitezei luminii pe drumul de la R la M și înapoi la R are ca rezultat deplasarea imaginii reflectate a fantei S.

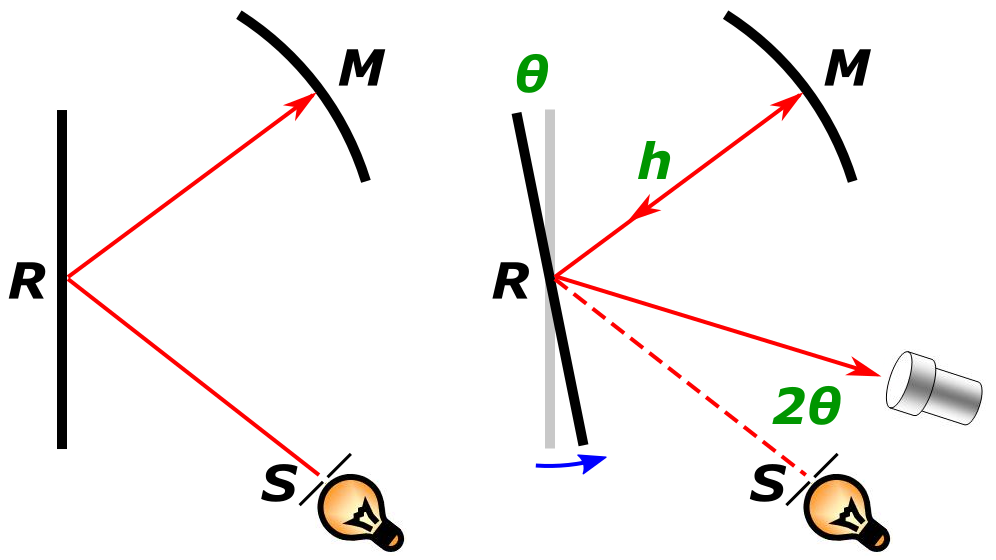
Figura 3: Schema aparatului lui Foucault. În stânga: Oglinda R este în staționare. Lentila L (neilustrată) formează o imagine a fantei S pe oglinda sferică M. imaginea reflectată a fantei se formează în poziția inițială a fantei S indiferent de cum este înclinată R. În dreapta: Oglinda R se rotește rapid. Lumina reflectată de oglinda M ricoșează din oglinda R care a avansat un unghi θ în timpul de tranzit al luminii. Telescopul detectează imaginea reflectată a fantei la un unghi 2θ relativ la poziția fantei S.

În 1850 și în 1862, Léon Foucault a făcut determinări din ce în ce mai bune ale vitezei luminii, înlocuind roata dințată a lui Fizeau cu un instrument cu oglindă rotativă (Figura 2). Aparatul implică reflectarea luminii trecute printr-o fantă S pe o oglindă rotativă R, formând o imagine a fantei pe oglinda staționară M aflată la mare distanță, imagine care este apoi reflectată înapoi pentru a forma din nou imaginea fantei. Dacă oglinda R este staționară, atunci imaginea fantei se va forma suprapusă peste S , indiferent de înclinația oglinzii. Situația este diferită însă dacă R este în rotație rapidă.
Întrucât oglindă rotativă R se va fi mutat ușor în timpul necesar luminii pentru a se reflecta din R la M și înapoi, lumina va fi deviată față de sursa originală de un unghi mic.
| Dacă distanța dintre oglinzi este h, timpul dintre prima și a doua reflexie în oglinda rotativă este de 2h/c (c = viteza luminii). Dacă oglinda se rotește cu viteza unghiulară ω cunoscută, își schimbă unghiul pe drumul dus-întors cu un total θ dat de: {\displaystyle \theta ={\tfrac {2h\omega }{c}}=\omega t\ .} Viteza luminii este calculată din unghiul θ observat, viteza unghiulară ω cunoscută și distanța măsurată h cu formula {\displaystyle c={\tfrac {2\omega h}{\theta }}\ .} |

După cum se vede în Figura 3, imaginea deplasată a sursei (fanta) este la un unghi de 2θ față de direcția inițială.
Având motivații similare cu fostul lui partener, Foucault era în 1850 mai interesat de soluționarea disputei particulă-contra-undă decât de determinarea exactă a valorii absolute a vitezei luminii. Foucault a măsurat diferența între viteza luminii în aer și cea în apă prin introducerea unui tub umplut cu apă între oglinda rotativă și cea fixă îndepărtată. Rezultatele lui experimentale, anunțat cu puțin timp înainte ca Fizeau să le anunțe pe ale sale pe aceeași temă, au fost privite la acea vreme „ultimul cui bătut în sicriul” teoriei corpusculare a luminii⁠(d) a lui Newton, atunci când acestea au arătat că lumina călătorește mai încet prin apă decât prin aer. Newton explicase refracția ca o forță de tracțiune a mediului acționând asupra particulelor de lumină, ceea ce ar implica o creștere a vitezei luminii în mediu. După aceste rezultate, teoria corpusculară a luminii a fost temporar considerată depășită de teoria oscilatorie. Această stare de lucruri a durat până în 1905, cand Einstein a prezentat argumente euristice ce susțineau că, în diverse circumstanțe, cum ar fi atunci când se analizează efectul fotoelectric, lumina prezintă comportamente care sugerează că ar avea, totuși, și natură de particulă.
Spre deosebire de măsurarea din 1850, măsurarea din 1862 a lui Foucault a avut ca scop obținerea unei valori absolute corecte pentru viteza luminii, deoarece preocuparea lui era de a deduce o valoare mai bună pentru unitatea astronomică. La acea vreme, Foucault lucra la Observatorul din Paris sub conducerea lui Urbain le Verrier. Convingerile lui le Verrier, bazate pe calcule ample de mecanică cerească, erau că consens privind valoarea vitezei luminii erau, probabil, cu circa 4% prea mari. Limitările tehnice îl împiedicau pe Foucault să țină oglinzile R și M la distanțe mai mari de 20 de metri. În ciuda acestei limitări a lungimii căii, Foucault a reușit să măsoare deplasarea imaginii fantei (mai puțin de 1 mm) cu mare precizie. În plus, spre deosebire de cazul experimentului Fizeau (care necesita calibrarea vitezei de rotație a unui mecanism cu roată dințată cu viteză reglabilă), el putea roti oglinda cu o viteză constantă, determinată cronometric. Măsurarea lui Foucault a confirmat estimările lui le Verrier.:227–234Valoarea dată de el în 1862 pentru viteza luminii (298.000 km/s) avea o eroare de 0,6% față de valoarea modernă.

## Rafinarea de către Cornu a experimentului Fizeau

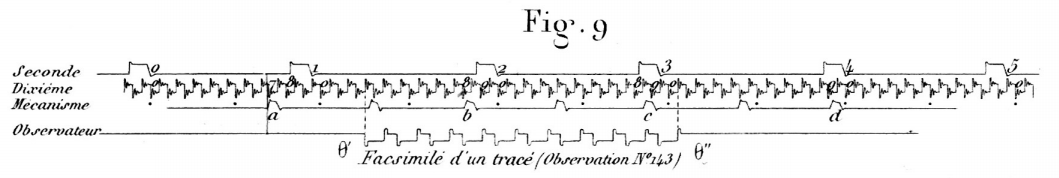
Figura 4. Înregistrare de cronograf a măsurării de către Cornu a vitezei luminii, arătând rotația roții, semnale de sincronizare bazate pe ceasul observatorului, și marcajele observatorului.

La cererea Observatorului din Paris condus de Le Verrier, Marie Alfred Cornu⁠(d) a repetat măsurătoarea lui Fizeau din 1848 cu roată dințată într-o serie de experimente în 1872-76. Scopul era de a obține o valoare pentru viteza luminii cu o precizie de unu la mie. Echipamentele lui Cornu i-au permis acestuia să monitorizeze mai fin variația intensității luminii, până la ordinul 21. În loc de a estima minimul intensității luminii blocate de dinții adiacenți, o procedură relativ inexactă, Cornu a făcut perechi de observații pe fiecare parte a minimelor de intensitate, făcând media valorilor obținute cu roata rotită în sens orar și în sens trigonometric. Un circuit electric înregistra rotațiile pe un grafic de cronograf, ceea ce a permis comparații precise ale vitezei cu ceasul observatorului, și un aranjament cu cheie de telegraf i-a permis Cornu să marcheze pe aceeași diagramă momentele precise când considera că începe sau se termină un minim. Experimentul lui final a fost rulat pe o cale de aproape trei ori mai lungă decât cea folosită de Fizeau, și a dat o valoare de 300.400 m/s, care este în limita a 0,2% din valorile moderne.

## Rafinarea de către Michelson a experimentului Foucault

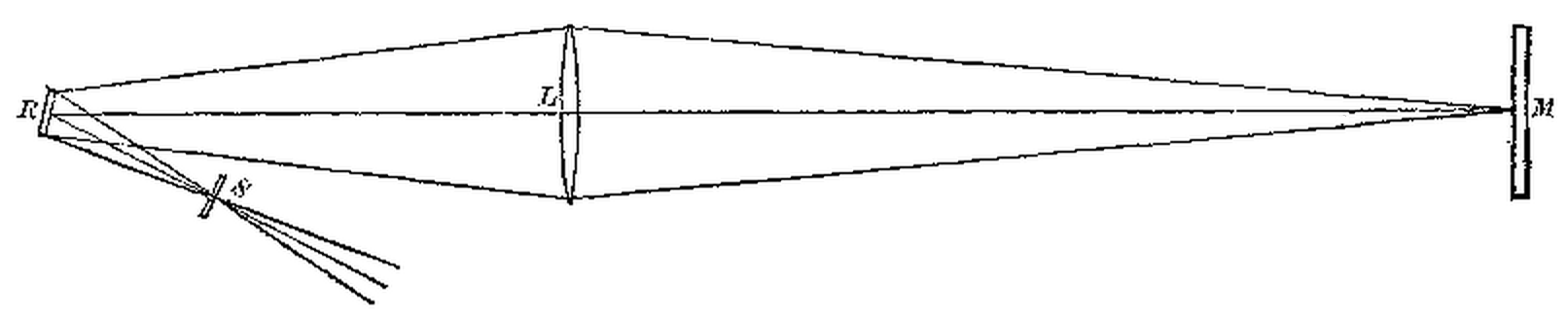
Figura 5. Repetarea în 1879 de către Michelson a măsurării vitezei luminii de către Foucault a inclus mai multe îmbunătățiri care au permis utilizarea unei căi a luminii mult mai lungă.

În Figura 2 se vede că Foucault a plasat oglinda rotativă R cât mai aproape de lentila L astfel încât să maximizeze distanța între R și fanta S. Când R se rotește, o imagine mărită a fantei S traversează oglinda îndepărtată M. Cu cât este mai mare distanța RM, cu atât mai repede trece imaginea peste M în timpul rotației și cu atât mai puțină lumina este reflectată înapoi. Foucault nu putea crește distanța RM în aranjamentul său optic restrâns dincolo de aproximativ 20 de metri, fără ca imaginea fantei să devină prea slabă pentru a o măsura cu precizie.
Între 1877 și 1931, Albert A. Michelson a făcut mai multe măsurători ale vitezei luminii. Măsurătorile sale din anii 1877-79 au fost efectuate sub auspiciile lui Simon Newcomb, care lucra și el la măsurarea vitezei luminii. Configurația lui Michelson a încorporat mai multe îmbunătățiri față de aranjamentul inițial al lui Foucault. După cum se vede în Figura 5, Michelson a plasat oglinda rotativă R lângă focarul principal al lentilei L (adică punctul focal care dă raze de lumină incidente paralele). Dacă oglinda rotativă R ar fi exact în focarul principal, imaginea în mișcare a fantei ar rămâne pe oglinda plană îndepărtată M (egală în diametru cu lentila L) atâta timp cât axa fasciculului de lumină rămâne pe obiectiv, acest lucru rămânând valabil indiferent de distanța RM. Michelson a reușit astfel să crească distanța RM la aproape 600 de metri. Pentru a atinge o valoare rezonabilă pentru distanța RS, Michelson a folosit o lentilă cu distanță focală extrem de mare (150 de metri) și a făcut în schimb compromisuri asupra designului, plasând R cu aproximativ 4,5 metri mai aproape de L ca focarul principal. Acest lucru a permis o distanță RS între 8,5 și 10 metri. El a folosit diapazoane atent calibrate pentru a monitoriza viteza de rotație a oglinzii R acționate cu o turbină pneumatică, măsurând astfel deplasări ale imaginii fantei de ordinul a 115 mm. Valoarea dată de el în 1879 pentru viteza luminii, 299.944±51 km/s, avea o abatere mai mică de 0,05% față de valorile moderne. Repetarea experimentului său în 1926 a inclus și mai multe îmbunătățiri, cum ar fi utilizarea unor oglinzi rotative prismatice poligonale (care dau o imagine mai luminoasă) având între opt și șaisprezece fețe la o distanță de bază de 22 km, aducând precizia la ordinul milionimilor. Valoarea lui de 299,796±4 km/s este cu numai 4 m/s mai mare decât valoarea actualmente acceptată. Ultima încercare a lui Michelson de a măsura viteza luminii în vid în 1931 a fost întreruptă de moartea lui. Deși experimentul a fost finalizat postum de către F. G. Pease și F. Pearson, diverși factori au împiedicat o măsurare de înaltă precizie, unul din aceștia fiind un cutremur care a perturbat măsurarea distanței de bază.